# عودة الفارس (مسلسل إماراتي)
عودة الفارس، هو مسلسل إماراتي عرض عام 1996.

## الممثلون
- خالد العبيد في دور «مملوح»
- وفاء موصللي في دور «دليلة»
- عبد الرحمن أبو القاسم في دور «شمروخ»
- زيناتي قدسية في دور «شاكر»
- أحمد الجسمي في دور «موسى»
- مها المصري في دور «أزهار»
- حسن رجب في دور «عادل»
- عارف الطويل في دور «شادي»
- عبد الله صالح في دور «نعمان»
- جليلة محمود في دور «أم الخير»
- فيلدا سمور في دور «المشعوذة أم البشائر»
- سعد مينه في دور «باسل»
- محمد آل رشي في دور «كاسر (بادي)»
- حسان يونس في دور «عبد الله بن الفضل»
- إبراهيم بن هندي في دور «بطاش»
- مازن الناطور
- أدهم الملا
- خالد البناي
- منصور الفيلي
- مجدي القاضي